# Véra Belmont
Véra Belmont (* 17. November 1932 in Paris; eigentlich Hélène Gutenberg) ist eine französische Filmregisseurin, Drehbuchautorin und Filmproduzentin.

## Leben
Véra Belmont wurde 1932 als Tochter eines Schreiners und einer Arbeiterin in Paris geboren und wuchs zusammen mit ihren jüngeren Geschwistern, den Zwillingen Linda und Charles (* 1937), im Pariser Bastille-Viertel auf. Ihre jüdischen Eltern, Bronka (geb. Rotenstein) und Hershel Gutenberg, die aus Polen und Belarus ausgewandert waren, gehörten der Kommunistischen Partei Frankreichs an. Sie selbst trat als Jugendliche ebenfalls der Partei bei. Ihre schulische Ausbildung war kurz. Mit 14 Jahren arbeitete sie als Näherin, um das Einkommen der Familie aufzubessern. Nach ihrem Ausschluss aus der Kommunistischen Jugend wegen Unterstützung eines in Ungnade gefallenen Kameraden beschloss Belmont, sich als Schauspielerin zu versuchen. Obwohl sie sich früh für das Kino interessierte, spielte Belmont in den 1950er Jahren zunächst Theater. Sie trat unter anderem in Die ehrbare Dirne von Jean-Paul Sartre auf.
Ihre Laufbahn beim Film begann sie als Statistin in zwei französischen Fernsehserien, darunter Die Fälle des Monsieur Cabrol (1960), und in dem Filmdrama Die Hölle der Jungfrauen (1959). Sie wandte sich danach der Produktion von Filmen zu. Mit dem Thriller Wer zuerst schießt, hat mehr vom Leben (1960) von Pierre Montazel produzierte sie ihren ersten Film. Daraufhin gründete sie die Produktionsfirma Stéphan Films, mit der sie zunächst José Giovannis Regiedebüt Rache ist nicht nur ein Wort (1967) realisierte und anschließend mit Regisseuren wie Marcel Carné und Maurice Pialat zusammenarbeitete. Bekannt dafür junge Talente zu fördern, finanzierte Belmont auch André Téchinés zweiten Spielfilm Erinnerungen aus Frankreich (1975), in dem Jeanne Moreau die Hauptrolle spielte. Nach einem selbst gedrehten Dokumentarkurzfilm über Portugal folgte im Jahr 1979 mit dem Dokumentarfilm Prisonniers de Mao über die Schrecken chinesischer Gefangenenlager während der Mao-Diktatur der erste Langfilm unter Belmonts Regie. Einen großen Erfolg konnte sie zwei Jahre später als Koproduzentin von Jean-Jacques Annauds preisgekröntem Film Am Anfang war das Feuer (1981) verbuchen.
Ihr Spielfilmdebüt gab Belmont 1985 mit dem in den 1950er Jahren angesiedelten Filmdrama Rote Küsse, in dem sie ihre kommunistisch geprägte Jugend und ihre damit verbundene Desillusionierung verarbeitete und für das sie sowohl als Regisseurin als auch als Produzentin und Drehbuchautorin in Erscheinung trat. Der Film nahm am Wettbewerb um den Goldenen Bären bei den Internationalen Filmfestspielen von Berlin teil, wo Charlotte Valandrey, die im Film neben Lambert Wilson und Marthe Keller die Hauptrolle spielte, den Silbernen Bären für ihre darstellerische Leistung erhielt. Belmonts nächste Regiearbeit lieferte sie mit der Filmbiografie Geliebte Milena (1991) über die tschechische Publizistin Milena Jesenská. Der Film wurde unter anderem in den Bavaria Filmstudios gedreht. 1994 folgte mit Farinelli die Produktion eines weiteren preisgekrönten Films. Mit dem Historienfilm Marquise – Gefährliche Intrige (1997) verfilmte Belmont die Lebensgeschichte der Marquise-Thérèse de Gorle, einer Schauspielerin zu Zeiten Molières, die im Film von Sophie Marceau verkörpert wurde. Noch im selben Jahr gehörte Belmont zur Jury der 54. Internationalen Filmfestspiele von Venedig. Im Jahr 2007 nahm sich Belmont der Verfilmung der Autobiografie von Misha Defonseca an. Der daraus resultierende Film mit Mathilde Goffart in der Hauptrolle kam im Januar 2008 unter dem Titel Survivre avec les loups in die französischen Kinos. Einen Monat später gab Autorin Defonseca zu, dass sie ihre Lebensgeschichte frei erfunden hatte.
Aus Belmonts Ehe mit dem Chanson-Sänger Joël Holmès ging ein Sohn, Stephan Holmes (1960–1990), hervor, der als Kameraassistent beim Film tätig war. Nach der Scheidung von Holmès heiratete Belmont den Kameramann Jean-Marie Estève.

## Filmografie (Auswahl)
Produktion
- 1960: Wer zuerst schießt, hat mehr vom Leben (Ça va être ta fête)
- 1967: Rache ist nicht nur ein Wort (La Loi du survivant)
- 1968: Wie junge Wölfe (Les Jeunes loups)
- 1968: Nackte Kindheit (L’Enfance nue)
- 1970: Ein Bulle sieht rot (Un condé)
- 1970: Die Sünde des Abbé Mouret (La Faute de l’abbé Mouret)
- 1973: Le Mariage à la mode
- 1973: Warum Israel (Pourquoi Israël) (Dokumentarfilm)
- 1975: Der dritte Grad (La Faille)
- 1975: Erinnerungen aus Frankreich (Souvenirs d’en France)
- 1976: Im Garten der Qualen (Le Jardin des supplices)
- 1978: La Jument vapeur
- 1979: Prisonniers de Mao
- 1979: Der Polizeikrieg (La guerre des polices)
- 1980: Zärtliche Cousinen (Tendres cousines)
- 1981: Am Anfang war das Feuer (La Guerre du feu)
- 1982: Die Handlanger (Légitime violence)
- 1985: Diesel
- 1985: Rote Küsse (Rouge baiser)
- 1987: Zwei halbe Helden (Fucking Fernand)
- 1987: Das Leben ist schön (La Vie est belle)
- 1991: Geliebte Milena (Milena)
- 1994: Farinelli
- 1997: Die Atempause (La Tregua)
- 1997: Marquise – Gefährliche Intrige (Marquise)
- 2002: Marie Marmaille (TV-Film)
- 2007: Survivre avec les loups
- 2016: Venise sous la neige

Regie und Drehbuch
- 1979: Prisonniers de Mao (Dokumentarfilm)
- 1985: Rote Küsse (Rouge baiser)
- 1991: Geliebte Milena (Milena)
- 1997: Marquise – Gefährliche Intrige (Marquise)
- 2007: Survivre avec les loups
- 2022: Les Secrets de mon père

## Auszeichnungen
- 1986: Nominierung für den Goldenen Bären bei den Internationalen Filmfestspielen von Berlin für Rote Küsse
- 1997: Nominierung für den Großen Jury-Preis beim AFI Filmfest für Marquise – Gefährliche Intrige